# Ložnica (Dravinja)
za drugo reko/vodotok glej Ložnica (Savinja)
Ložníca je levi pritok Dravinje iz jugovzhodnega Pohorja. Dolga je 26 km, njeno povodje pa obsega 105 km2. Nastane iz manjšega izvira na strmem pobočju pod lokalno cesto blizu kmetije Dajec v naselju Kot na Pohorju in teče kot majhen potok po plitvo zarezani grapi proti jugu. Pod vasjo Modrič postane grapa ožja in globlja ter usmerjena proti jugovzhodu. Pri vasi Gladomes se ob potoku pojavi naplavna ravnica, ki postaja dolvodno počasi vse širša; tu se potok tudi obrne proti vzhodu, z leve pa se mu pridruži Radkovski graben. Po razmeroma široki naplavni ravnici teče mimo Spodnje Ložnice, prečka štajersko avtocesto in vstopi v jugozahodni del Dravskega polja. Mimo Cigonce in Lokanje vasi, kjer se ji pridruži levi pritok Bistrica, ter naprej proti Pretrežu teče po najširšem delu doline. V spodnjem toku prečka po nekoliko ožji dolini z ravnim dnom Dravinjske gorice in se pod vasjo Pečke izliva v Dravinjo.
Po mnenju jezikoslovcev ime potoka izvira iz besede log v pomenu »(močviren) travnik ob vodi, navadno deloma porasel z drevesi«. V zgodovinskih virih se ime pojavlja v različnih oblikah, npr. super aquam, que Losnitz dicitur (1262), an der Losnitz (1348) ali Losnitz (1377). Na jožefinskem vojaškem zemljevidu (1763–1787) je ime potoka zapisano v dveh oblikah: Lutschnitza Bach in Losnitza Bach; po tem zemljevidu je povirni del Radkovski graben in izvira pod sv. Tremi kralji. Na nekaj mlajšem franciscejskem zemljevidu (1806–1869) se potok imenuje Losnitz B.(ach), v zgornjem toku pa Koter B.(ach).
Med zgornjim in spodnjim tokom Ložnice je popolna razlika. Zgornji del potoka je nekako do Zgornje Ložnice značilen pohorski potok, ki si je izdolbel strmo grapo v pohorske metamorfne kamnine, predvsem v blestnik. Ob vstopu v skrajni jugozahodni del Dravskega polja se mu hitro zmanjša strmec in potok se spremeni v ravninski vodotok, ki je nekoč, pred regulacijo, vijugal po mokrotni naplavni ravnici in jo ob vsakem večjem deževju tudi poplavljal.
Zgornji del potoka teče še danes po povsem naravni strugi, večinoma izdolbeni v živoskalno podlago, po kateri s sabo prenaša debel prod in drugo gradivo, ki mu ga dobavljajo pobočni procesi na sosednjih strmih pobočjih. Tudi na odseku od Gladomesa do glavne ceste Maribor–Celje, kjer že teče po lastnih prodno-peščenih naplavinah, je struga potoka ostala bolj ali manj v naravnem stanju, zmerno vijugasta in obdana z gosto obvodno zarastjo na brežinah.
Od glavne ceste dalje do izliva v Dravinjo skoraj ni več sledu o nekdanji Ložnici, le malo pred izlivom je v naplavni ravnici še videti nekaj ostankov nekdanje vijugaste struge, obrasle z obvodnim rastlinjem. Z obsežnimi melioracijami, ki so jih v glavnem izvedli med letoma 1960 in 1966, so potok speljali v bolj ali manj ravno umetno korito s trapezastim prečnim profilom in do njega z obeh strani izkopali plitve osuševalne kanale ter z njimi in podtalno drenažo osušili nekoč mokrotno dolinsko dno. Nekdanje mokrotne travnike so spremenili v pretežno njivske površine in s tem povečali možnosti pridelovanja hrane, vendar pa z grobo izpeljanimi posegi pretirano spremenili nekdanjo, z ekološkega in krajinskega vidika kvalitetnejše okolje.
Z njivskih površin, na katerih poteka intenzivna pridelava in segajo prav do brežin, se ob padavinah v potok z vodo stekajo tudi drobni prsteni delci ter ostanki gnojil in zaščitnih sredstev, tako da je potok na tem delu razmeroma onesnažen. Njegove ekološke funkcije so še naknadno okrnjene zaradi povsem golih brežin, saj so ob melioracijah odstranili vso obvodno rastje, tako da je potok in preostali živelj v njem povsem nezaščiten. Da bi nekoliko omilili enoličnost umetne struge in povečali samočistilno sposobnost potoka, so v njej ponekod namestili nizke prečne pragove, ki nekoliko upočasnijo vodni tok in povečujejo koncentracije kisika v vodi, zlasti poleti ob nizkem pretoku in visokih temperaturah.
Pred melioracijami je Ložnica zelo pogosto poplavljala, takorekoč ob vsakem močnejšem deževju. Najobsežnejše poplavno območje je segalo od glavne ceste Maribor–Celje navzdol, kjer je bilo sprva široko do 200 m. Ob sotočju z Bistrico je bilo najširše (do 900 m), v spodnjem toku pa so poplavne vode zalivale od 50 do 100 m širok pas ravnine vzdolž potoka. Po izvedeni regulaciji in melioracijah naj bi se zaradi povečanega odtekanja vode po umetni strugi povečale tudi poplave ob Dravinji, tako gorvodno proti Makolam kot navzdol proti Majšperku.
Z obsežnimi regulacijami in melioracijami je bila pokrajina ob spodnjem toku Ložnice v veliki meri preoblikovana v kmetijsko pokrajino, v kateri se v nekakšnem mozaiku menjavajo njivske in travniške površine. Nekdanja mokrotna pokrajina čretov Čreta z značilnim menjavanjem travnikov in pasov gostega obvodnega rastja je tudi tu skoraj povsem izginila. Ostanek te pokrajine je gozdni rezervat Cigonca med Ložnico in železniško progo Maribor–Celje. Blažjo stopnjo varovanja ima manjše varovano območje Natura 2000 pri vasi Kočno ob Ložnici, ki zajema tudi del dolinskega dna na desnem bregu in krajši odsek sedanje struge Ložnice. Tik pred izlivom v Dravinjo teče Ložnica tudi skozi krajinski park Štatenberg.